# Luz de circulación diurna

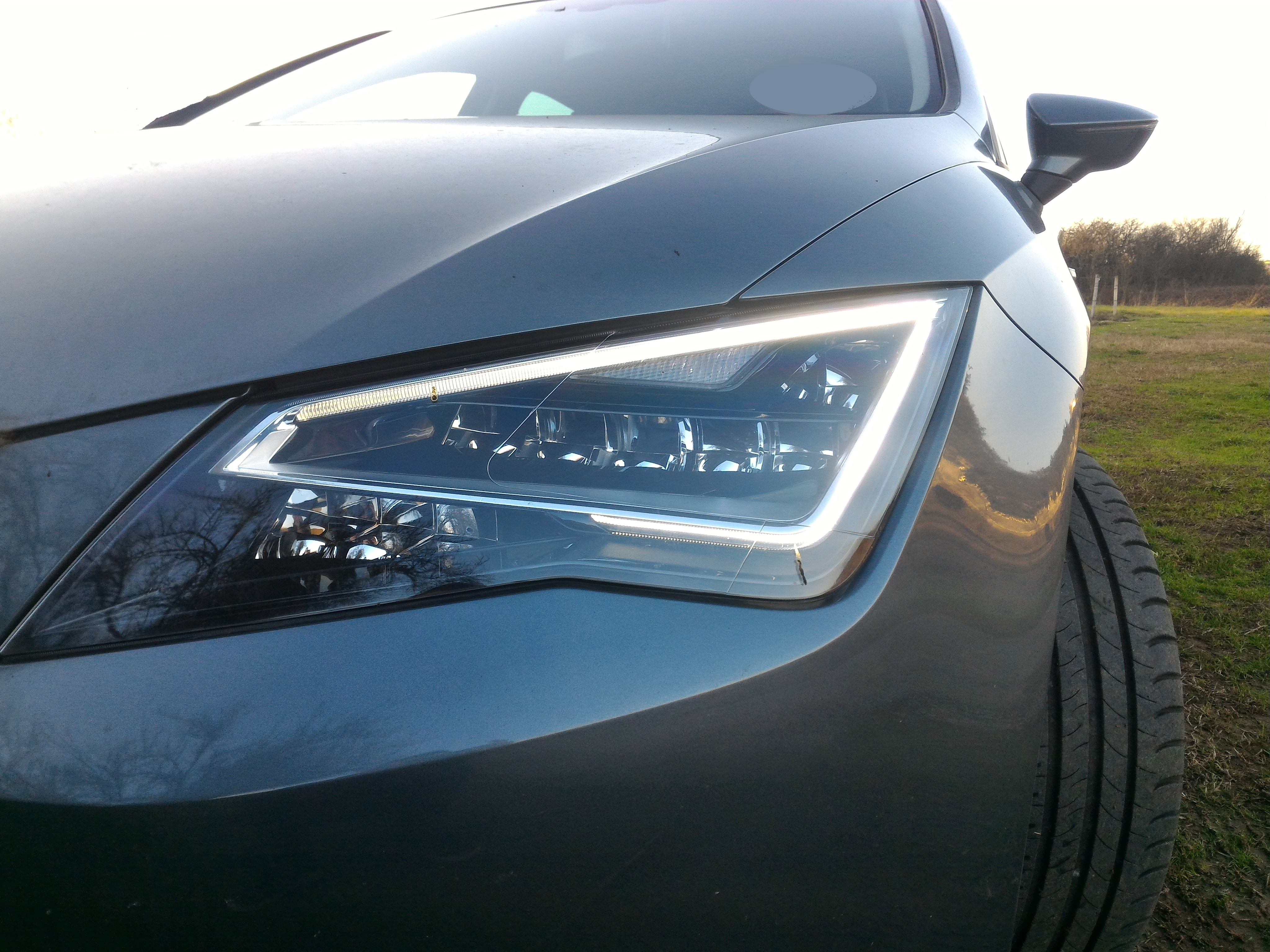
Luces de circulación diurna de un SEAT León III.

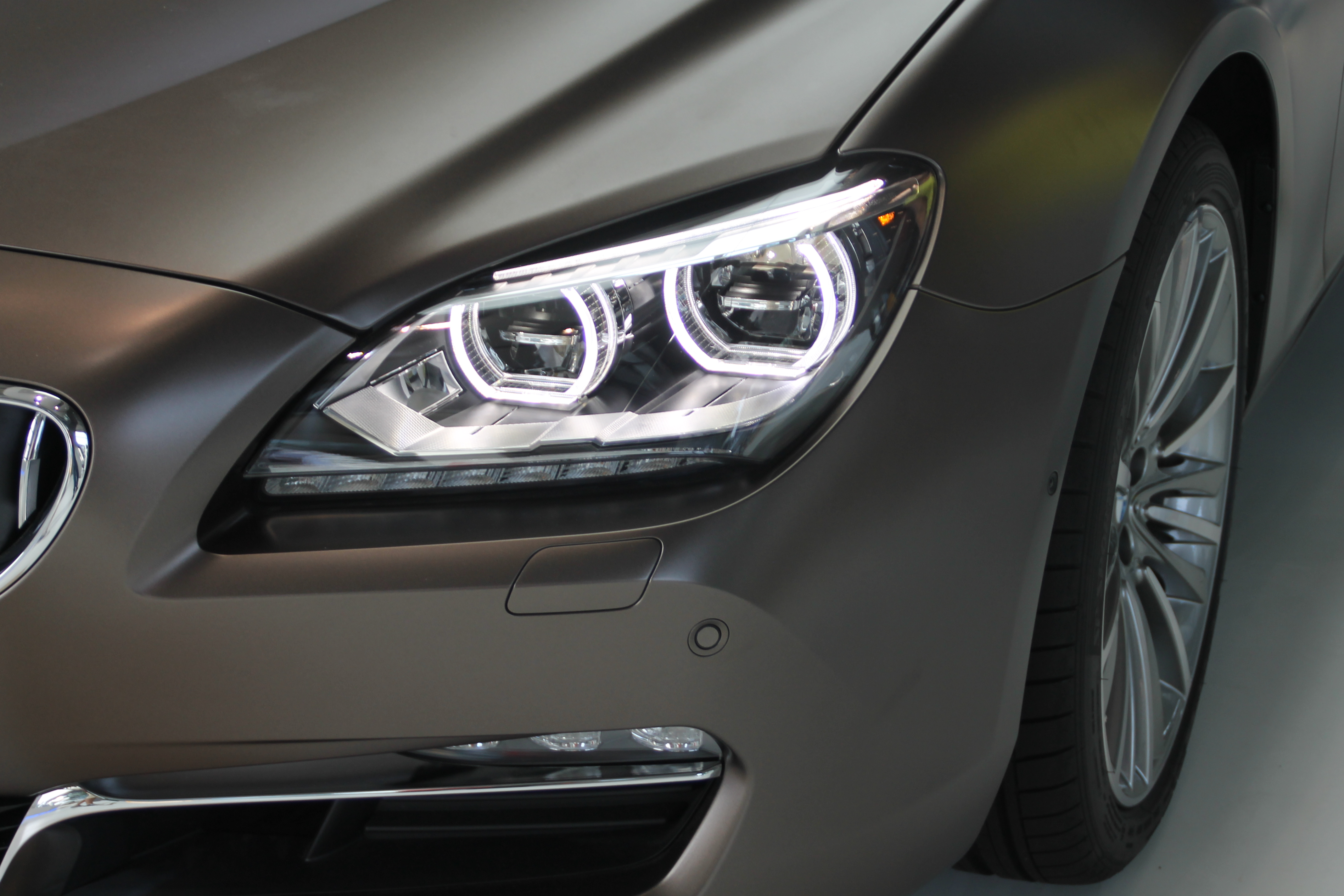
DRLs LED en un BMW Serie 6 Gran Coupé.

Una luz de circulación diurna (en inglés: Daytime running light, DRL), también llamada luz de día, es un componente de la iluminación automotriz que mejora la visibilidad del vehículo durante el día para otros automovilistas o usuarios de los caminos, ayudando así a reducir los accidentes por pasar por alto a otros vehículos.
Se activan automáticamente cuando el vehículo está encendido y emiten una luz blanca, amarilla o ámbar. Para ello se utilizan luces de circulación diurna como complemento a los faros de los coches o a los circuitos de las luces de conducción.
También las hay para las bicicletas y cumplen el mismo propósito.

## Adopción

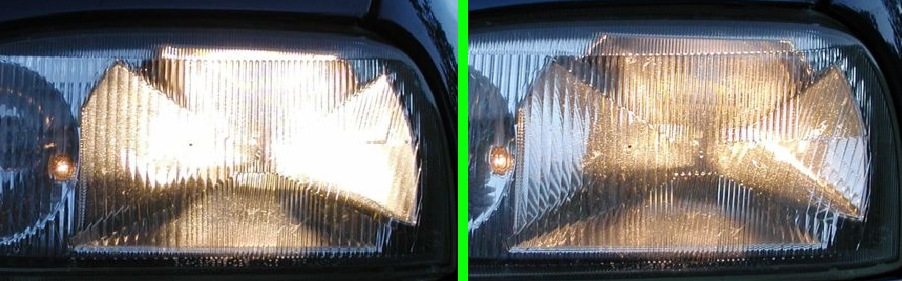
Faro a voltaje completo comparado con una luz de estacionamiento (DRL) en un Volkswagen para el mercado europeo

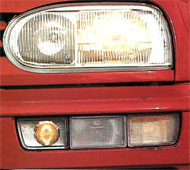
DRLs dedicados a la luz de marcha diurna operados por faros antiniebla a intensidad completa. Exclusivo en Canadá que requiere DRLs en todos los vehículos nuevos fabricados o importados a partir del primero de enero de 1990

Dependiendo de las regulaciones y equipamiento vigente, los vehículos pueden implementar la función de luz de marcha diurna al encender focos específicos, utilizando faros de luces bajas o faros antiniebla a intensidad completa o reducida, usando faros de luces altas a una intensidad reducida o por la operación de encendido constante de las luces direccionales frontales. En comparación con cualquier modo de operación de faro para producir una luz de circulación diurna, unos DRLs dedicados maximizan los potenciales beneficios en el desempeño de seguridad, brillo, encubrimiento de motocicleta y otras desventajas potenciales.

## Desempeño de seguridad

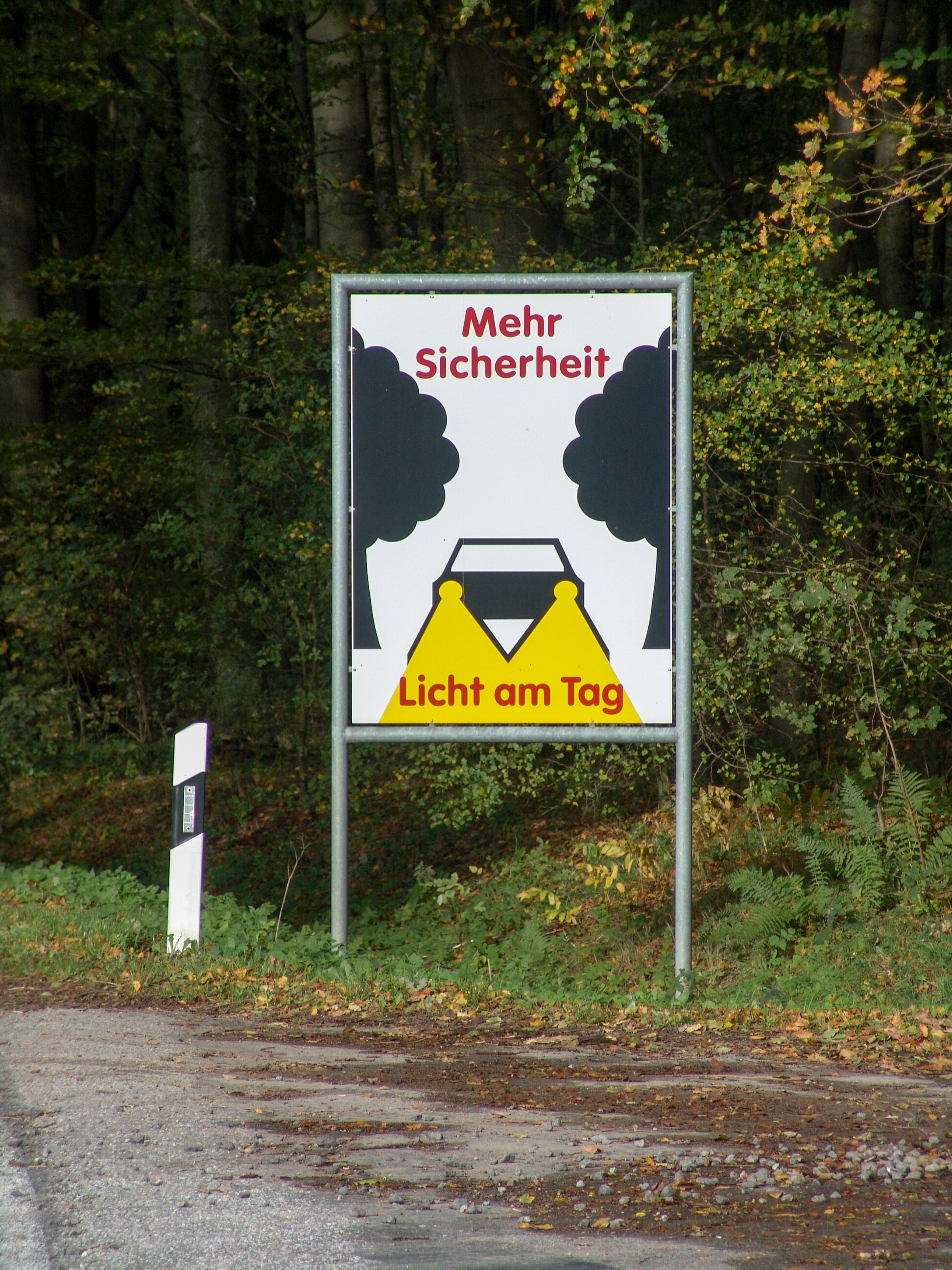
Letrero al comienzo de una zona forestal en Mecklemburgo-Pomerania Occidental que lee Más seguridad. Luz de día

Numerosos estudios realizados en el mundo desde 1970 concluyen que las luces de circulación diurna incrementan la seguridad al conducir. Sin embargo, un estudio realizado en 2008 por la National Highway Traffic Safety Administration en los Estados Unidos, analizó el efecto de las DRL en choques frontales y laterales entre dos vehículos en colisiones con peatones, ciclistas y motociclistas. El análisis determinó que las DRL no ofrecen una reducción estadística significante en la frecuencia o severidad de las colisiones estudiadas, exceptuando por una reducción de participación en camiones ligeros y vagonetas en choques de dos vehículos en un 5.7% estadísticamente significante.
De acuerdo con estudios realizados por Hella, la Dirección General de Tráfico de España y otros organismos, conducir con luces encendidas puede reducir hasta un 5% el riesgo de sufrir un accidente.

### Efecto de la luz ambiental
La luz de circulación diurna fue ordenada y sus beneficios de seguridad percibidos por primera vez en los países escandinavos, donde es frecuente y persistentemente oscuro durante horas del día en el invierno. Conforme los niveles de luz ambiental se incrementan, el beneficio potencial de seguridad disminuye, mientras que la intensidad requerida para una mejora de seguridad en la DRL incrementa. El beneficio de seguridad potencial producido por las DRLs en los países nórdicos relativamente oscuros es aproximadamente el triple del beneficio observado en los relativamente iluminados Estados Unidos.
.

## Efecto en la seguridad de las motocicletas
Una serie de grupos de promoción del motociclismo están preocupados por la reducida visibilidad de las motocicletas y su incipiente vulnerabilidad con la presentación de DRLs incluidos en los faros de los carros y otros vehículos doble pista, pues implica que las motocicletas ya no son los únicos vehículos con faros encendidos durante el día. Algunos investigadores han sugerido que los DRLs ámbar deben ser reservadas exclusivamente para las motocicletas, en países donde el ámber no es un color permitido actualmente para DRLs en cualquier vehículo, mientras que otra investigación concluyó que hay una desventaja de seguridad en el uso de dos DRLs de 90 mm x 520 cd en motocicletas en comparación con un faro de luz de cruce (baja) de 190 mm x 270 cd. Este resultado sugiere que el área luminosa de un DRL puede tener una influencia importante en su efectividad.

## Impacto ambiental

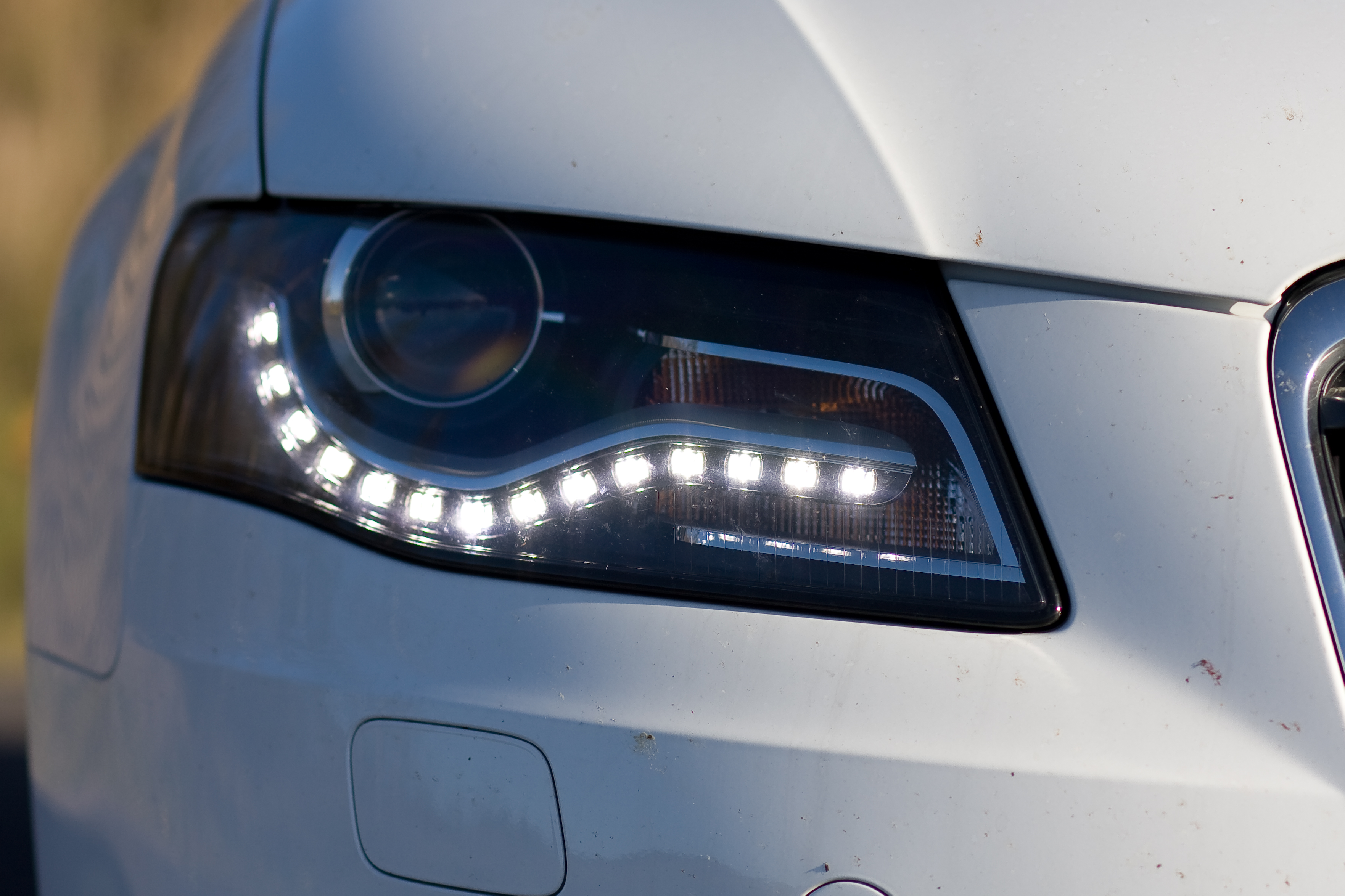
Luz de circulación diurna LED de un Audi A4 B8

El consumo de potencia de los DRL varía enormemente dependiendo de la aplicación. Los sistemas de DRL de producción actual consumen de 5 vatios (en un sistema dedicado de LEDs) a más de 200 W (faros y todas las luces de estacionamiento, traseras e intermitentes). Los reguladores internacionales, principalmente en Europa, están trabajando en balancear el beneficio potencial de seguridad ofrecido por los DRL con el incremento en consumo de combustible que representa su uso. Debido a que la energía utilizada para los DRLs debe ser producida por el motor, que a su vez requiere de más combustible, los sistemas de DRL de alta potencia incrementan las emisiones de CO2 lo suficiente como para afectar el cumplimiento de un país con el Protocolo de Kioto en emisiones de gas de efecto invernadero. Es por esto que se motivan soluciones de bajo consumo de potencia y los sistemas basados en faros ya no se permiten después de que los DRLs se volvieran obligatorios en Europa a comienzos del año 2011. Los LEDs y bulbos de baja potencia, alta eficacia y larga vida producen cantidades adecuadas de luz para ser un DRL efectivo sin incrementar el consumo de combustible o las emisiones de manera significativa. Se pueden encontrar reducciones en el consumo de combustible de hasta 0.21 km/l (470 l/100 km) al comparar un sistema DRL de 55 W con uno de 200 W. En el año 2006, el Departamento de Transporte del Reino Unido también encontró reducciones importantes en las emisiones de y consumo de combustible cuando comparó un sistema DRL de 42 W con un sistema DRL de faros completo de 160 W. El consumo de combustible por DRL se puede reducir a niveles insignificantes con el uso de sistemas DRL de 8 a 20 W basados en LEDs o bulbos de filamentos de alta eficacia.

## En el mundo

### Hispanoamérica

#### Argentina
Desde el 22 de diciembre del 2017 se incorporó en la ley de tránsito el uso de luces DRL de forma oficial en la Ley N.º 24.449 Art. 47 (la Ley N.º 27.425 modificó la ley nacional) donde especifica el uso de las luces en los caminos del país. La mayoría de los autos nuevos que se venden en el país ya incorporan estas luces de fábrica.
El primer inciso del artículo 47 de la Ley 27.425 determina: 
“Mientras el vehículo transite por rutas nacionales, las luces bajas o las luces diurnas permanecerán encendidas, tanto de día como de noche, independientemente del grado de luz natural, o de las condiciones de visibilidad que se registren, excepto cuando corresponda la alta y en cruces ferroviales”.
De esta manera, el Congreso de la Argentina estableció que los fabricantes e importadores deberán incorporar a los vehículos 0 km que sean nuevos modelos, un dispositivo que permita en forma automática el encendido de las luces bajas o de las luces diurnas, en el instante en que el motor sea puesto en marcha.
Del mismo modo, en el Artículo 2º de la Modificación se determina que:
“en el caso de los vehículos importados que cumplieren con las normas americanas respectivas, la luz de giro trasera podrá ser de color rojo”.
Y se aclara que:
“en los vehículos que indique la reglamentación llevarán otras a los costados”.

#### Chile
A partir de mayo de 2019 entró en vigor la obligatoriedad de circular con las luces encendidas en las autopistas urbanas de Santiago de Chile, como medida para reducir la siniestralidad y los accidentes de tráfico.
El decreto número 22 del Ministerio de Transportes chileno dice: 
“los vehículos motorizados, cuando circulen por rutas interurbanas, incluso cuando estas rutas atraviesan zonas urbanas, deberán hacerlo con sus luces de circulación diurnas encendidas; en caso de no contar con dichas luces, deberán hacerlo con sus luces bajas encendidas”.
Es decir, que en defecto de luces especiales para día (DRL), utilicen el alumbrado de cruce.
En cuanto a la denominación las luces diurnas la ley dice lo siguiente:
“Para efecto de este reglamento se denominarán luces de circulación diurna, a dos luces blancas o amarillas 
frontales, que indican que un vehículo está en movimiento o se dispone a hacerlo, las que deben encenderse conjuntamente con el encendido del vehículo y sólo pueden estar encendidas conjuntamente con las luces traseras fijas”.

### América del Norte

#### Canadá

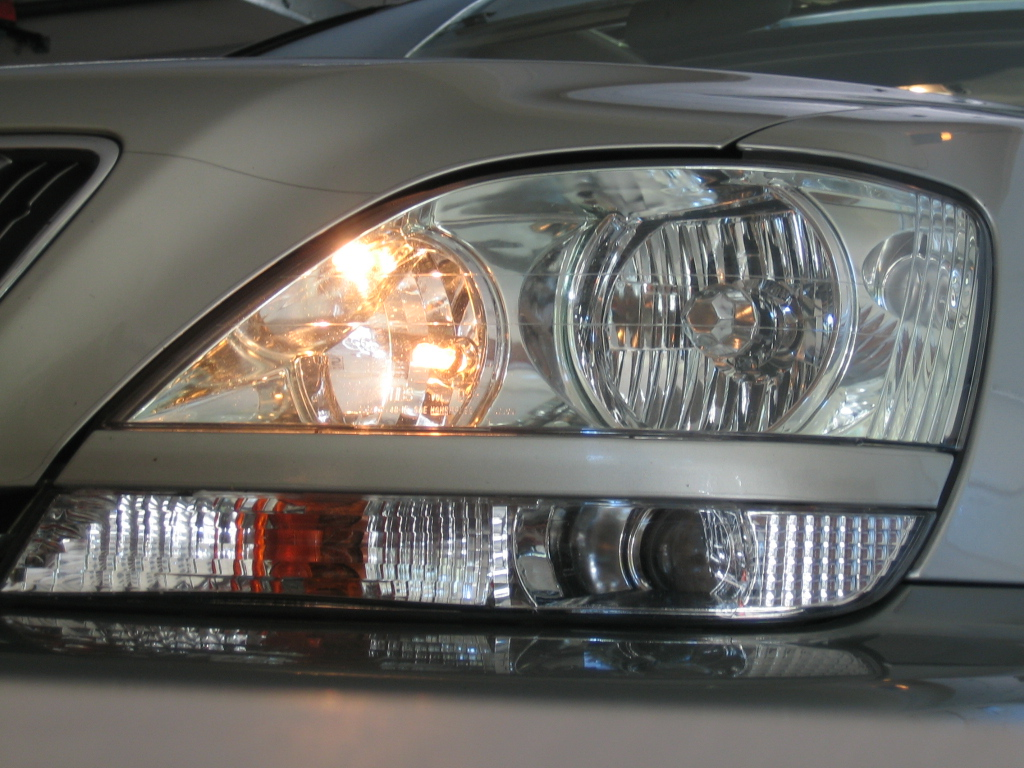
Luz alta de voltaje reducido DRL en un Lexus RX300 2002 para E.U.A./Canadá

El estándar federal de seguridad 108 para vehículos de motor de Canadá requiere DRLs en todos los vehículos nuevos fabricados o importados a partir del primero de enero de 1990. La regulación DRL propuesta en Canadá fue esencialmente similar a las regulaciones establecidas en Escandinavia, con un límite de intensidad luminosa axial de 1500 cd, pero los fabricantes declararon que era demasiado caro añadir el nuevo dispositivo de iluminación frontal e incrementaría los costos de garantía (por razón del incremento en reemplazos de los bulbos) el mantener encendidos los faros cortos. Después de una ardua batalla regulatoria, el estándar se reescribió para permitir el uso de faros de luces altas de voltaje reducido que producen hasta 7000 candela axial, así como permitir el uso de cualquier color desde blanco a ámbar o amarillo selectivo. Estos cambios a las regulaciones permitieron a los fabricantes de automóviles implementar un DRL menos costoso, tal como conectar los filamentos de las luces altas en serie para proveer a cada filamento con la mitad de su voltaje nominal o al encender las intermitentes de tiempo completo excepto cuando sí estén parpadeando los indicadores de giro.

#### Estados Unidos
Poco después de que Canadá hiciera obligatorios los DRLS, General Motors, interesada en reducir las variaciones de construcción de carros para el mercado norteamericano, le solicitó a la National Highway Traffic Safety Administration de E.U.A. en 1990 permitir (pero no requerir) que los vehículos estadounidenses estuvieran equipados con DRLs como aquellos en Canadá. La NHTSA objetó en contra por motivos del potencial de los DRLs de alta intensidad de ocasionar problemas por deslumbramiento y enmascarado de direccionales, y emitió una regulación en 1991 que especificaba la máxima intensidad a 2600 cd. La industria y algunos promotores de la seguridad reaccionaron a la regulación propuesta, y eventualmente las objeciones por desalumbramiento fueron desechadas y la mayoría de los mismos tipos de DRLs permitidos en Canadá se permitieron pero no requirieron a partir de los modelos año 1995. General Motors inmediatamente equipó muchos (y, posteriormente, todos) de sus vehículos con DRLs comenzando con el Chevrolet Corsica. Saab, Volkswagen, Volvo, Suzuki y Subaru presentaron gradualmente DRLs en el mercado estadounidense a comienzos de 1995. En años recientes, Lexus ha instalado faros de largo alcance basados en DRLs en sus modelos para Estados Unidos. Algunos modelos de Toyota comenzaron a llegar con DRLs como equipo estándar o opcional, y con interruptor de encendido o apagado controlado por el conductor. A partir del año 2006, Honda comenzó a equipar todos sus modelos estadounidenses con DRLs, en su mayoría de operación con intensidad reducida de los bulbos de largo alcance.

### Unión Europea

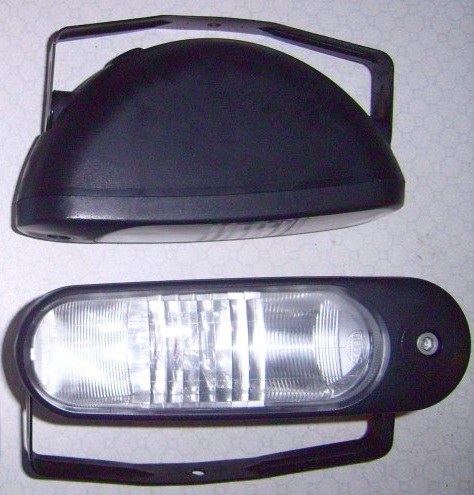
Bulbos de halógeno DRLs Hella de 6 W para retroadaptarse. Otros usan LEDs

La Directiva de la Unión Europea 2008/89/EC requiere a todos los automóviles de pasajeros y furgonetas de reparto pequeñas aprobadas después del 7 de febrero de 2011 en la Unión venir equipadas con luces de circulación diurna. El mandato se extendió a camionetas y autobuses en agosto de 2012. La alineación funcional, como utilizar los faros o las intermitentes delanteras o faros antiniebla como DRLs, no está permitida; la directiva de la UE requiere luces de circulación diurna funcionales y específicas que cumplan con la regulación 87 ECE y que estén montadas al vehículo en concordancia con la regulación 48 ECE. Los DRLs que cumplen con la R87 emiten luz blanca entre los 400 y los 1200 candela.
En el pasado, Alemania, España, Francia y otros países europeos han alentado o requerido el uso diurno de las luces de corto alcance en ciertos caminos en ciertas épocas del año; Irlanda alienta el uso de luces de corto alcance durante el invierno, Italia, Hungría y Rumanía requieren luces de circulación diurna fuera de las áreas pobladas y Bulgaria, Chequia, Estonia, Letonia, Lituania, Polonia, Eslovaquia y Eslovenia requieren el uso de luces de corto alcance a voltaje completo o reducido todo el tiempo. El hecho de que este requisito sea cumplido o no por los DRLs obligatorios en automóviles nuevos desde febrero de 2011 es cuestión de las leyes individuales de cada país.